# Havanna (provins)

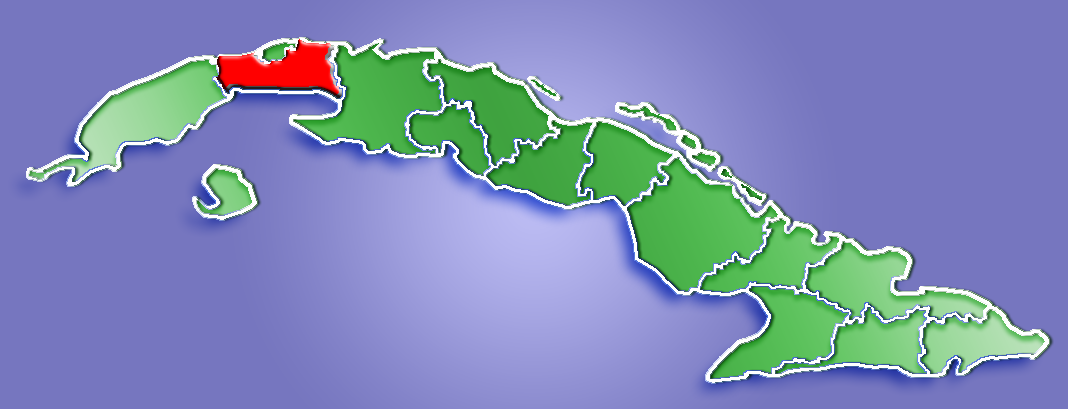
Provinsen Havannas läge på Kuba.

Provinsen Havanna (Provincia de La Habana) var en av Kubas provinser. Den omgav Provincia de Ciudad de La Habana, själva staden Havanna, vilken numera något förvillande också heter Provincia de La Habana. Den gamla provinsen Havanna delades 2010 upp i provinserna Artemisa och Mayabeque.
Vid folkräkningen 2002 uppgick befolkningen till 711 066 invånare.
Den största staden var Artemisa.

## Geografi
Provinsen La Habana gränsade mot staden Havanna, Pinar del Río och Matanzas. Den gränsade till havet i söder och norr och hade dussintals städer, några av dem räknades bland de 20 till 40 största på ön.
Den södra kusten i provinsen kännetecknades av träsk- och våtmarker.

## Ekonomi
En stor del av provinsens jordbruk var inriktad på framställning av mat, främst nötkreatur, potatis och frukt. Till skillnad från mesta delen av Kuba, spelade socker och tobak endast en liten roll i provinsens ekonomi. Provinsen var mycket industrialiserad, med flera elkraftverk och sockerfabriker.

## Indelning
Befolkning enligt folkräkningen 2004, area enligt 1976 års kommunindelning. Provinsen var underindelad i 19 kommuner:
| Kommun                   | Befolkning (2004) | Area (km²) | Koordinater                                   | Anmärkning |
| ------------------------ | ----------------- | ---------- | --------------------------------------------- | ---------- |
| Alquízar                 | 29616             | 193        | 22°48′24″N 82°34′58″V / 22.80667°N 82.58278°V |            |
| Artemisa                 | 81209             | 690        | 22°48′49″N 82°45′48″V / 22.81361°N 82.76333°V |            |
| Batabanó                 | 25664             | 187        | 22°43′29″N 82°17′23″V / 22.72472°N 82.28972°V |            |
| Bauta                    | 45509             | 157        | 22°59′31″N 82°32′57″V / 22.99194°N 82.54917°V |            |
| Bejucal                  | 25425             | 120        | 22°55′58″N 82°23′13″V / 22.93278°N 82.38694°V |            |
| Caimito                  | 36813             | 238        | 22°57′28″N 82°35′47″V / 22.95778°N 82.59639°V |            |
| Guanajay                 | 28429             | 113        | 22°55′50″N 82°41′16″V / 22.93056°N 82.68778°V |            |
| Güines                   | 68951             | 445        | 22°50′52″N 82°01′25″V / 22.84778°N 82.02361°V |            |
| Güira de Melena          | 37838             | 178        | 22°48′8″N 82°30′17″V / 22.80222°N 82.50472°V  |            |
| Jaruco                   | 25658             | 276        | 23°02′34″N 82°00′33″V / 23.04278°N 82.00917°V |            |
| Madruga                  | 30640             | 464        | 22°54′59″N 81°51′25″V / 22.91639°N 81.85694°V |            |
| Mariel                   | 42504             | 269        | 22°59′38″N 82°45′14″V / 22.99389°N 82.75389°V |            |
| Melena del Sur           | 20445             | 227        | 22°46′54″N 82°08′54″V / 22.78167°N 82.14833°V |            |
| Nueva Paz                | 24277             | 515        | 22°45′48″N 81°45′29″V / 22.76333°N 81.75806°V |            |
| Quivicán                 | 29253             | 283        | 22°49′29″N 82°21′21″V / 22.82472°N 82.35583°V |            |
| San Antonio de los Baños | 46300             | 127        | 22°53′20″N 82°29′55″V / 22.88889°N 82.49861°V |            |
| San José de las Lajas    | 69375             | 591        | 22°58′5″N 82°09′21″V / 22.96806°N 82.15583°V  |            |
| San Nicolás              | 21563             | 242        | 22°46′55″N 81°54′24″V / 22.78194°N 81.90667°V |            |
| Santa Cruz del Norte     | 32576             | 376        | 23°09′21″N 81°55′35″V / 23.15583°N 81.92639°V |            |

## Demografi
År 2004 hade provinsen La Habana en befolkning på 722 045 invånare. Med en total yta på 5 731,59 km² gav detta en befolkningstäthet på 126,0 invånare/km².